# Túnel embalse de Calanda

## Historia
Los tres túneles del embalse de Calanda se encuentran en la carretera autonómica aragonesa A-226, en la provincia de Teruel (España) y en el entorno del embalse homónimo. Uno de ellos sirve para salvar la cerrada del embalse,  mientras que los otros 2 salvan sendos escarpes que bloquean el camino de circunvalación del vaso. Tanto el embalse como los túneles datan de comienzos de los años 1980.

## Características
Longitud de los 3 túneles:
- Calanda 1: 189 m
- Calanda 2: 136 m
- Calanda 3: 146 m

Son tres túneles carreteros, monotubos con dos carriles para la circulación, sus dimensiones, mantenimientos, etc. son óptimos.